# Adam Eberle

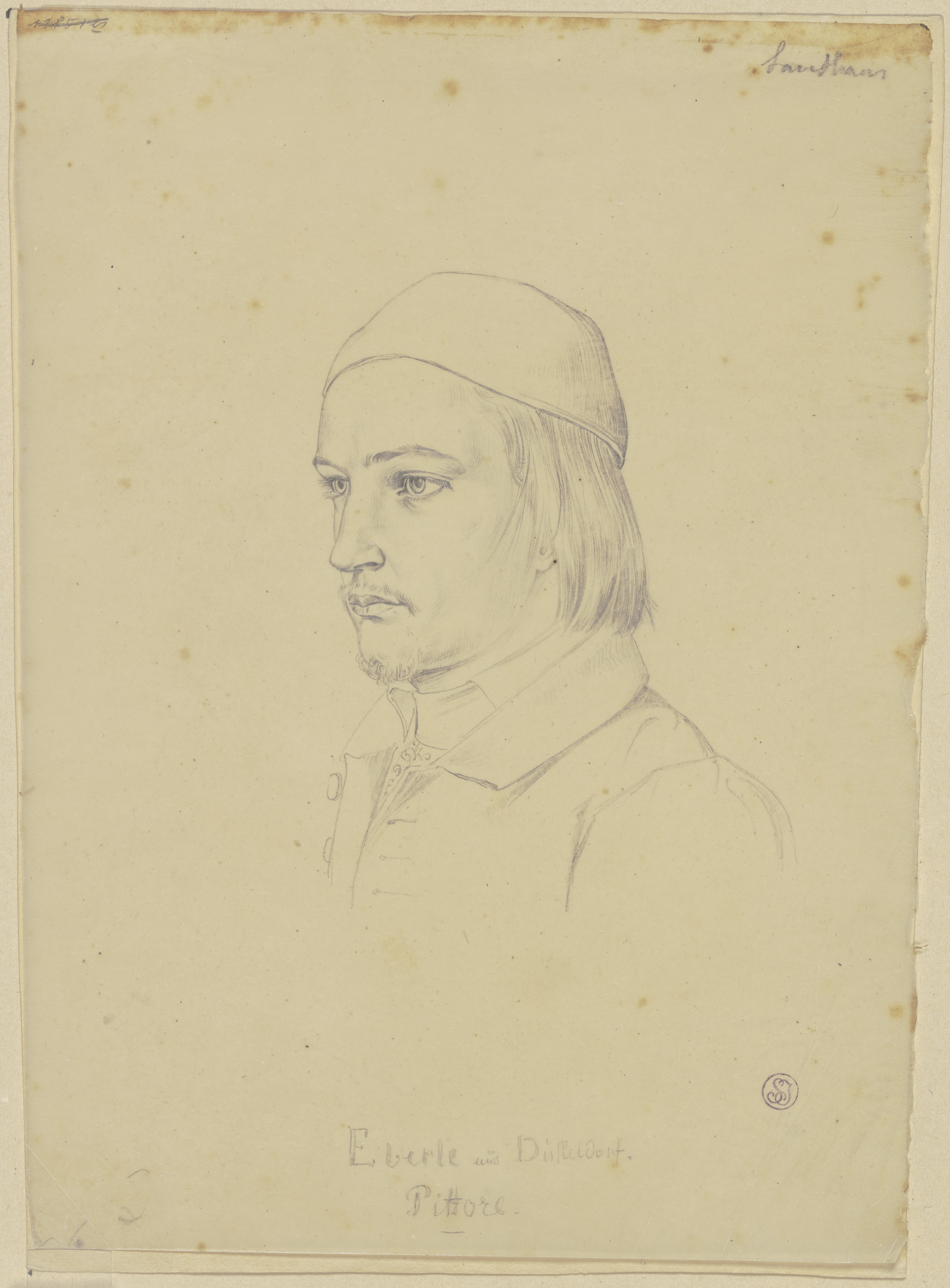
Brustbild des Malers Adam Eberle aus Düsseldorf, Zeichnung von Carl Friedrich Sandhaas, um 1819, Städelsches Kunstinstitut

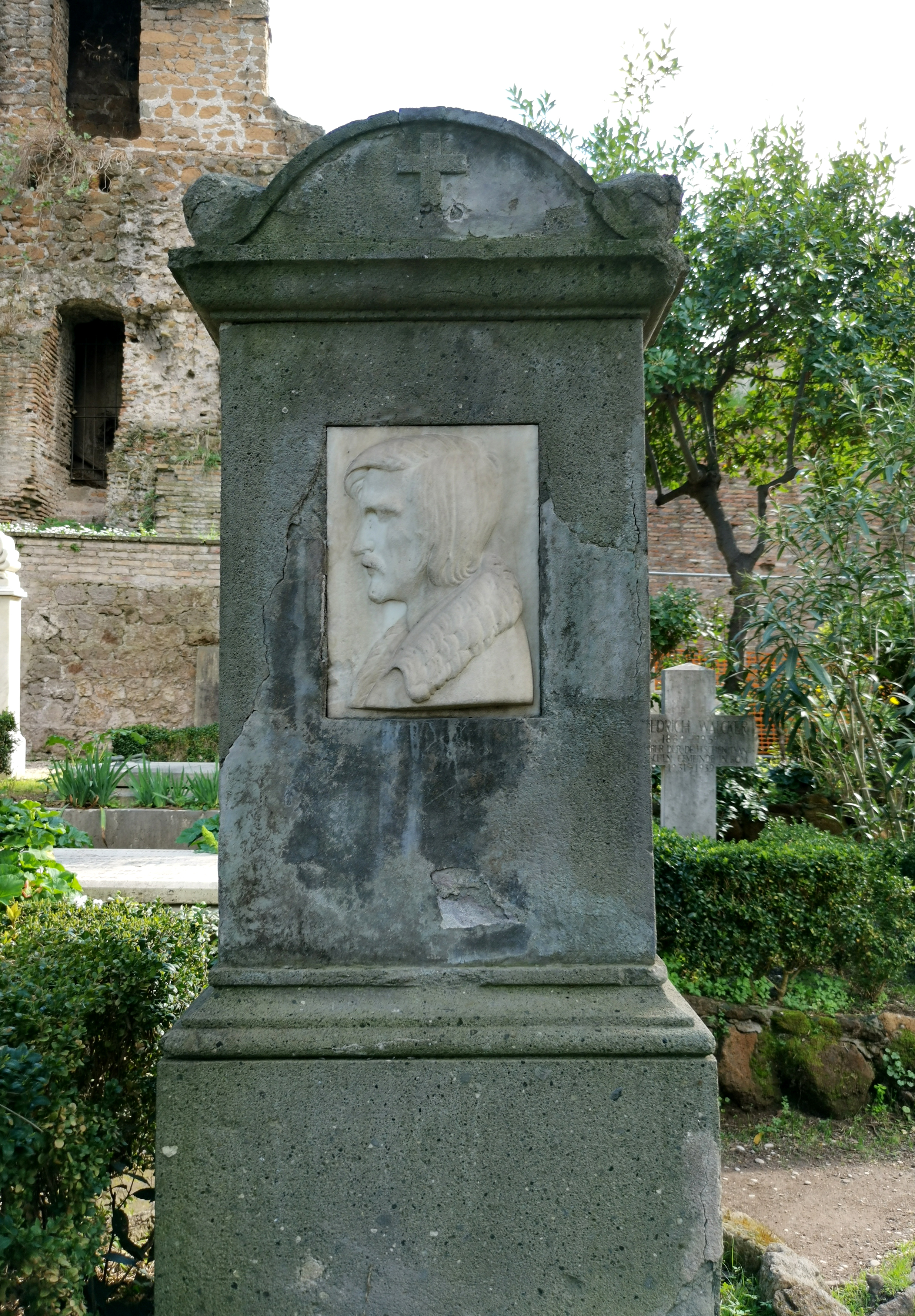
Grab auf dem Nichtkatholischen (Protestantischen) Friedhof Rom

Adam Eberle (* 27. März 1804 in Aachen; † 15. April 1832 in Rom) war ein deutscher Historienmaler und Lithograf der Romantik.

## Leben und Wirken
Der in Aachen geborene Sohn des Messerschmieds Philipp Eberle und der Elisabeth Franzin kam bereits als Kind durch einen beruflichen Umzug der Eltern nach Düsseldorf und zeigte schon bald seine Neigung zu künstlerischer Betätigung. Nach Abschluss seiner Schulausbildung besuchte er daher auf Anraten seines Vaters die Düsseldorfer Kunstakademie, an der wenig später im Jahre 1819 der neue Direktor Peter Cornelius sein Amt antrat. Eberle machte mit einem ersten größeren Werk, der Grablegung Christi, auf sich aufmerksam und wurde sehr bald zu einem der talentiertesten und tüchtigsten Lieblingsschüler von Cornelius. Auf Grund seiner besonderen Begabung wurde Eberle auch immer häufiger als Gehilfe seines Meisters bei der Bearbeitung seiner zahlreichen und vielseitigen Aufträge einbezogen.

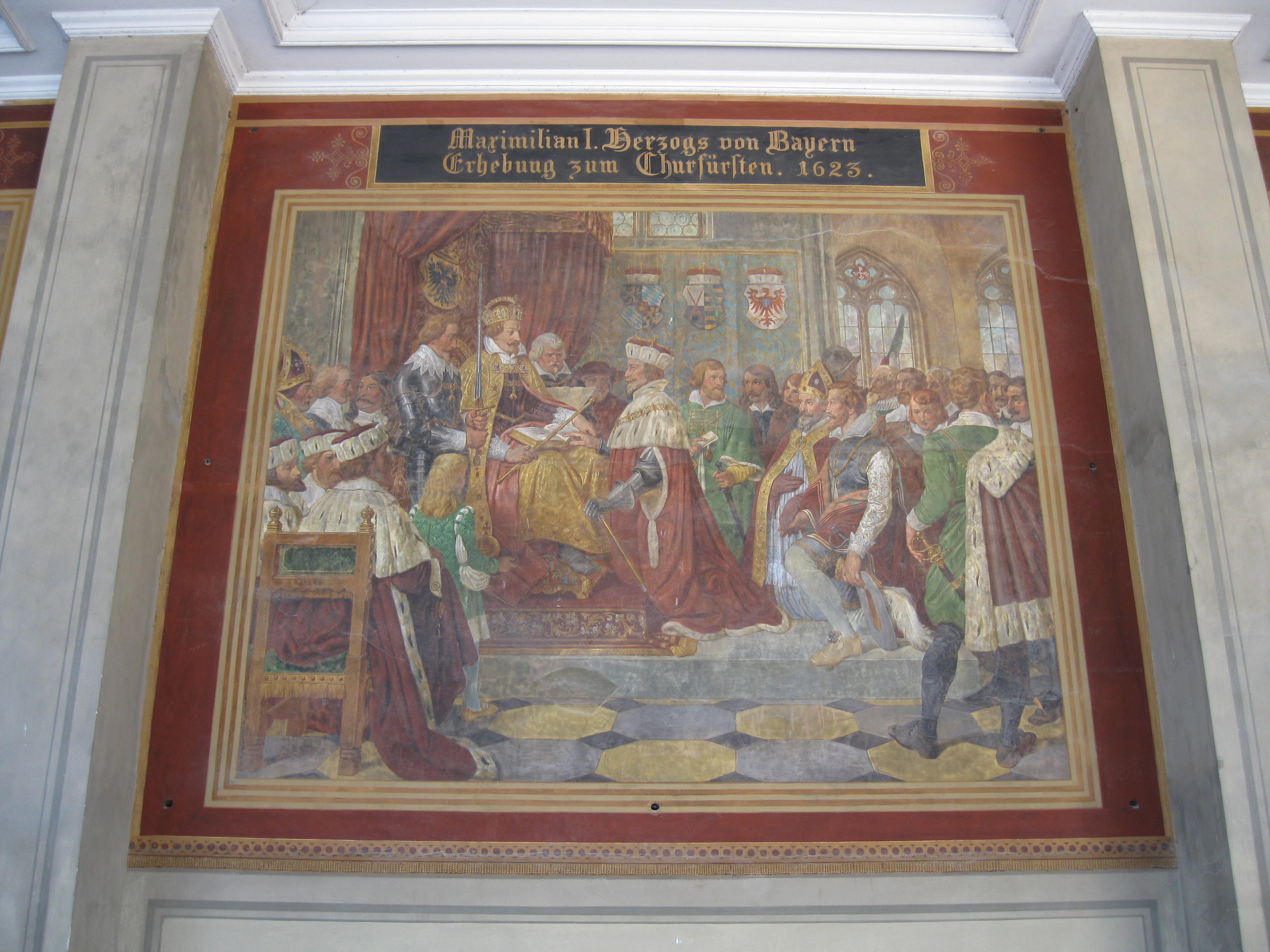
Maximilian I. Herzogs von Bayern Erhebung zum Churfürsten. 1623. – Fresko in den Arkaden des Münchner Hofgartens

Dank seiner Fortschritte gehörte Eberle neben Hermann Anschütz und Wilhelm Kaulbach zu dem Kreis derer, die Cornelius im Sommer des Jahres 1825 nach München mitnahm, um dort mit der bereits seit längerem von Kronprinz Ludwig von Bayern in Auftrag gegebenen und schon begonnenen Neugestaltung der Glyptothek fortzufahren und zugleich den Posten des Direktors der Münchner Akademie anzutreten. Nachdem sich Eberle bei den Arbeiten an der Glyptothek erneut bestens bewährt hatte und von Cornelius dabei auch in der Freskomalerei ausgebildet worden war, erhielt er bei den folgenden Arbeiten im Münchener Odeonsaal den Auftrag, das mittlere der drei kolossalen Freskengemälde, Apoll unter den Hirten, selbstständig anzufertigen. Recht bald darauf folgte das Fresko Die Erhebung des Erzherzogs Maximilian I. zum Kurfürsten am 25. Februar 1623 als eines der 16 historischen Gemälde in den Arkaden der königlichen Residenz im Hofgarten.
Im Rahmen der Gedenkfeiern zum 300. Todestag von Albrecht Dürer in Nürnberg im Jahre 1828 erstellte Eberle eines der sieben zu diesem Zweck angefertigten Transparentbilder, die in den Spitzbogenfenstern an der Ostseite des alten Rathaussaales zu Nürnberg angebracht wurden. Schließlich war Eberle in München noch zusammen mit der Gruppe um Cornelius, zu der mittlerweile auch der Maler Moritz von Schwind gestoßen war, an den Deckenarbeiten für die Michelangelo-Loge in der im Bau befindlichen Alten Pinakothek beteiligt. Ferner fertigte er mehrere Lithografien nach den von Cornelius entworfenen Zeichnungen zu geplanten aber nicht zur Ausführung gekommenen Dante-Fresken für das Casino Massimo in Rom an. Diese erschienen anschließend im Jahr 1831 im Kunstkatalog des Leipziger Auktionshauses C. G. Börner mit ergänzenden Erläuterungen des Kirchenhistorikers und Kunstkenners Ignaz von Döllinger.
Nachdem sich mittlerweile das Verhältnis zwischen Cornelius und dem Kronprinzen Ludwig abgekühlt hatte und sich daraufhin die Gruppe um ihn allmählich aufgelöst hatte, zog es Eberle im September 1829 gemeinsam mit der Ehefrau und der Tochter von Cornelius, der später nachkommen wollte, und der Schweizer Malerin Emilie Linder nach Italien. Nach Zwischenstationen in Venedig und Florenz schloss er sich in Rom, wo er im Oktober 1829 angekommen war, dem dort wirkenden Maler Friedrich Overbeck an. Doch eine sich schon in München andeutende und jetzt zunehmende Schwermut belastete die Kreativität und Arbeit Eberles, der dazu auch oftmals an seinen pedantischen und akribischen Ansprüchen verzweifelte und immer wieder die Arbeiten vieler Wochen vernichtete.
Die Familie von Cornelius zog recht bald weiter, wobei Emilie Linder aber in Rom blieb und für Eberle in den nächsten beiden Jahren eine wertvolle Stütze war. Als sie jedoch 1831 Rom verließ und obwohl zugleich auch der alte Jugendfreund und Philologe Ernst von Lasaulx, der sich zu dieser Zeit zur Durchführung einiger Recherchen in Rom aufhielt, für einige Monate in seine Wohnung zog, verstärkten sich bei Eberle die Depressionen. In dieser schwierigen Zeit entstanden nur noch vereinzelte Lithografien, Zeichnungen und Gemälde, meist mit religiösen Motiven. Schließlich verstarb Eberle plötzlich und unerwartet am 15. April 1832 im Alter von nur 28 Jahren und wurde anschließend auf dem „cimitero acattolico“, dem protestantischen Friedhof Roms, an der westlichen Seite der Cestius-Pyramide begraben.
In zahlreichen Beileidsbekundungen und Nachrufen von ehemaligen Weggefährten und Kunstkritikern wurden die Verdienste Eberles in besonderem Maße gewürdigt. Dabei fand der Kunstkritiker Friedrich Pecht eine treffliche Charakteristik von Eberles Wirken, als er laut Feys Publikation schrieb: „…dass die Freskogemälde bei manchen Schönheiten der Komposition wegen der bunten und haltungslosen Malerei nicht zur Geltung kommen, dass aber die Cartons und die mit der Feder gezeichneten Kompositionen als wirklich wertvolle Arbeiten zu achten sind, welche mit Recht große Erwartungen erregte, die Eberle jedoch bei dem Mangel jeder Technik im Malen und wegen seiner vollkommenen Unkenntnis der Gesetze des Kolorits nie zu erfüllen im Stande war.“ Dieser Zwiespalt war Eberle durchaus bewusst geworden, weshalb er sowohl daran als auch unter anderem an seiner ungeduldigen Erwartungshaltung und seinem Streben nach Perfektion zerbrochen zu sein scheint.
Ein Bildnis oder eventuell Selbstbildnis befindet sich in den „Histoire de l’art moderne Allemagne“ von Atanazy Raczyński.

## Werke (Auswahl)
- Apoll unter den Hirten, mittleres der drei Freskengemälde im Münchener Odeonsaal, 1827
- Die Erhebung des Erzherzogs Maximilian I. zum Kurfürsten am 25. Februar 1623, Teil der 16 historischen Freskengemälde in den Arkaden der kgl. Residenz im Münchener Hofgarten, 1828[2]
- Albrecht Dürer und Raffael, die sich vor dem Throne der Kunst die Hand reichen, mittleres der sieben Transparentbilder in den Spitzbogenfenstern an der Ostseite des alten Rathaussaales zu Nürnberg, 1828
- Vier Szenen aus der Wilhelm Tell-Sage, 1828[3]
- Der König in Thule, Öl auf Holz, o. A.
- Umrisse zu Dante’s Paradies / von Peter von Cornelius [im Umrissen lith. v. Adam Eberle]. Mit erklärendem Texte von J. Doellinger, Boerner, Leipzig, 1831
- Job von seinen Freunden verspottet, Bleistiftzeichnung, 1832 (Stiftung von Emilie Linder für das Museum Basel)
- Jesus beruft zwei Jünger, Kreidezeichnung, 1832, (dito)
- Petrus und Paulus auf der Fahrt nach Rom, Bleistiftzeichnung, 1832 (dito)
- Die Israeliten in der babylonischen Gefangenschaft, Bleistift laviert auf Papier, 1832 (dito)
- Das trauernde Jerusalem, unvollendete Bleistiftzeichnung, 1832; vollendet von Josef Banz 1840, in: Geschichte der neueren deutschen Kunst, Bd. II, Atanazy Raczyński (Hrsg.)/F. H. v. d. Hagen (Übersetzung)